# Vincent Lombard de Langres
Vincent Lombard de Langres (1765 - 30 mai 1830,) est un ambassadeur, juge, essayiste, éditeur, dramaturge, philosophe et poète français.

## Biographie
Vincent Claude Gilles Lombard est né à Langres le 16 février 1765, baptisé le même jour paroisse Saint Martin, fils de Louis Lombard, directeur des Postes à Langres, et de Gilette Frémyot.
Il a utilisé plusieurs noms et alias, Claude Gilles, Vincent, Charles Georges, Lombard de Langres, de Richebourg, ainsi que divers pseudonymes...
Il a épousé en 1791 Marie Claude Dussy et a eu cinq enfants.
Décédé à Paris le 30 mai 1830 il a été inhumé au cimetière de Montmartre sous le nom de Claude Lombard de Richebourg.
Ancien révolutionnaire à Villeneuve-sur-Yonne où il fut président du Club des Jacobins, ardent dans ses paroles et bien plus modéré dans les faits.
Après la Révolution française, il accomplit diverses charges publiques. Il fut ambassadeur de France en Hollande et juge membre de la Cour de cassation jusqu'au Coup d'État du 18 Brumaire.

## Œuvres
Essais
- Histoire de la révolution de France
- Le Dix-huit brumaire, ou Tableau des événemens qui ont amené cette journée, des moyens secrets par lesquels elle a été préparée, des faits qui l'ont accompagnée, et des résultats qu'elle doit avoir
- École des enfans, ou Choix d'historiettes instructives et amusantes propres à former le cœur de l'enfance, lui faire haïr le vice et aimer la vertu
- Le Journaliste ou l'Ami des mœurs
- Les Sociétés secrètes de l'armée - les Philadelphes, 1815, Édition : Paris : H. Gautier , [1897] sous le pseudonyme de Charles Nodier (1780-1844), préface: Paul Gaulot (1852-1937)
- Des sociétés secrètes en Allemagne et en d’autres contrées. De la secte des illuminés, du tribunal secret, de l’assassinat de Kotzebue etc., librairie de Gide fils, 1819.
- Des Jacobins, depuis 1789 jusqu'à ce jour, ou État de l'Europe en janvier 1822 ; Paris, Marchands de Nouveautés, 1822.
- Le Dix-neuvième Siècle suivi de Quatre Poèmes militaires - Le Grenadier , Le Conscrit , Le Houssard et le Canonnier, Paris Chez Tous Les Marchands De Nouveautés, 1810.
- La Vérité sur les sociétés secrètes en Allemagne... par un ancien illuminé, Paris, Dalibon, 1819. version en ligne
- Histoire ses sociétés secrètes de l'armée, et des conspirations militaires qui ont eu pour objet la destruction du gouvernement de Bonaparte
- Le Royaume de Westphalie : Jérôme Buonaparte, sa cour, ses favoris et ses ministres, 1820

Théâtre
- Le Journaliste ou l'Ami des mœurs, comédie
- L'Athée, ou l'Homme entre le vice et la vertu, édition : Paris, Librairie grecque-latine-allemande, 1818
- Les Têtes à la Titus, édition : Paris : Barba , an VI
- Le Meunier de Sans-Souci, vaudeville en un acte. À Paris, chez Barba, an septième.
- Le Banquier, ou le Négociant de Genève. Comédie en trois actes et en vers...
- L'Ambassade. Le Consulat. Objects divers, Auguste Wahlen et compagnie, 1823
- Mémoires D'un Sot, Contenant Des Niaiseries Historiques, Révolutionnaires Et Diplomatiques: Recueillies Sans Ordre Et Sans Gout,
- Décaméron français : nouvelles historiques et contes moraux

Poésie
- Les Amours de Mars et de Vénus, Impr. à Paris, d'après Weller.
- La Henriade travestie, poème en vers burlesques, avec des notes historiques et critiques, suivie des Amours de Mars et de Vénus, parodie de "La Henriade" de Voltaire par Fougeret de Montbron d'après Barbier, Édition : Paris : Deslongchamps , 1835.
- Joseph, poème en huit chants, Paris. Chez Léopold Collin, libraire. 1807.

Éditeur
- Charles-Henri Sanson (1740-1806), Mémoires de l'exécuteur des hautes-œuvres, 1830.

Philosophie
- Les Tombeaux, ouvrage philosophique, A Chaumont, de l'imprimerie de Bouchard, et se trouve à Paris, chez Garnery, 1796.